# Renato Minore
Renato Minore (Chieti, 7 settembre 1944) è un giornalista, scrittore e poeta italiano.

## Biografia
Si è laureato in lettere moderne con Natalino Sapegno e si è specializzato in filologia moderna. Ha insegnato Teoria e tecniche delle comunicazione di massa all'Università di Roma e alla LUISS.
Giornalista professionista dal 1971, ha operato presso i servizi giornalistici della RAI, ha scritto per settimanali come Il Mondo, quotidiani come la Repubblica Tuttolibri de La Stampa, e Il Messaggero come inviato culturale,  per cui attualmente scrive come critico letterario, riviste culturali come Dimensioni e Paragone.

### TV e radio
Per la TV e la radio ha curato dagli anni Settanta moltissimi programmi, soprattutto di divulgazione culturale.  Per Rai 2 ha curato tra l'altro Bravo chi legge, per Raitre L'altra edicola insieme con Luigi Malerba, per il TG1 ha spesso recensito le novità librarie. È stato conduttore di programmi radiofonici come I giorni e L'uomo della domenica. È anche autore di alcuni film televisivi dedicati a scrittori come Flaiano, Rimbaud, Leopardi, Bufalino, Poe.

### Altri ruoli
Ha curato alcuni allestimenti teatrali tra cui Il fiume dei sogni dalle Novelle della Pescara di Gabriele D'Annunzio. Ha fatto parte della Commissione Teatro del Ministero dello Spettacolo. Ha fatto parte di giurie quali quelle del Campiello (1993), del Flaiano, di cui è il presidente della Giuria Letteraria, del Premio Settembrini, del Camaiore di poesia,, del Premio "Città delle Rose" per la saggistica di cui è il presidente. Ha tenuto conferenze e dibattiti negli Istituti di Cultura di diverse capitali europee.

## Opere

### Poesia
- I nuovi giorni, presentazione di Giuseppe Rosato, Rebellato, Padova 1965;
- Quinta generazione, antologia con Antonio Ciocca, Nicola Colecchi, Sergio De Risio, Luciano Russi. Rebellato 1970
- Non ne so più di prima, prefazione di Giuseppe Pontiggia e cinque disegni di Enzo Cucchi, Edizioni del Leone, Spinea 1985
- Le bugie dei poeti, All'insegna del pesce d'oro, Milano 1993
- Nella notte impenetrabile, Passigli, Antella 2002
- I profitti del cuore, (con Franco Summa), Libri Scheiwiller, Milano 2005
- O caro pensiero, con prefazione di Raffaele Manica, Nino Aragno editore, 2019[7].
- Ogni cosa è in prestito, con prefazione di Giulio Ferroni e postfazione di Simone Gambacorta, La nave di Teseo, Milano, 2021.

### Narrativa
- I ritorni, Guida 1985
- Leopardi: l'infanzia, le città, gli amori, Bompiani, Milano 1987; note e apparati a cura di Vincenzo Guarracino, Bompiani, Milano 1997, nuova Edizione Bompiani 2014 ampliata
- ( nella cinquina del Premio Strega)
- Rimbaud, A. Mondadori, Milano 1991, nuova edizione ampliata, Bompiani 2019
- Lo specchio degli inganni, Lisciani & Giunti, Teramo 1990; con illustrazioni di Cecco Mariniello, 1991
- Il dominio del cuore, A. Mondadori, Milano 1996
- Re Tontolo (libro per bambini), con illustrazioni di Costanza Favero, Nord-Sud, Milano 2011

### Saggistica, curatele, traduzioni
- Paul Verlaine, Poesie, introduzione di Giacinto Spagnoletti, cura e traduzione di Renato Minore, Newton & Compton, Roma 1973, nuova edizione 2003
- Giovanni Boine, La nuova Italia, Firenze 1975
- Ennio Flaiano tra mito e utopia, Bulzoni, Roma 1976
- Mass-media, intellettuali, società, Bulzoni, Roma 1976
- Il Peccato di Boine, La Nuova Italia, Firenze 1976
- Il Gioco delle ombre: Incursioni di un critico nella letteratura del Novecento, SugarCo, Milano 1985
- Dopo Montale: incontri con i poeti italiani (antologia: Daniele Pieroni, Marco Tornar; ricerche bibliografiche Isabella Donfrancesco; disegni Ettore Spalletti, Zerynthia, Roma 1993
- Poeti italiani al telefono, con disegni originali di Enzo Cucchi; introduzione di Mario Soldati, SugarCo, 1993;  STET, Torino; Roma1993
- Futuro virtuale, Telecom Italia, Roma 1994
- Amarcord Fellini, prefazione di Manuel Vázquez Montalbán, nella prefazione incontri e didascalie a cura di Jonathan Giustini: Ingmar Bergman, Manoel de Oliveira, Akira Kurosawa, Cosmopoli, Roma 1994
- Campiello & campielli: voci e scenari della Venezia letteraria, Stet, Roma 1995
- I moralisti del Novecento: prosa, narrativa e frammenti della "Voce", cura e introduzione di Renato Minore, Istituto poligrafico e Zecca dello Stato, Roma 1995
- Rotte virtuali: navigare nelle reti: le nuove comunicazioni, Telecom Italia, 1995 (Roma Cosmopoli)
- Rotte convergenti, TELECOM, 1996 (Roma Cosmopoli)
- Vittorio Martinelli, Renato Minore e Enrico Lancia, Carabinieri nel cinema, Edizioni dell'Arma dei Carabinieri, 2001, ISBN 978-88-89242-09-4.
- Quel bianco traforo: via sicura per l'Europa, a cura di Renato Minore, Cosmopoli, Roma 2002
- La promessa della notte: conversazioni con i poeti italiani, Donzelli, Roma 2011
- L'italiano degli altri (con Dante Marianacci), Newton Compton 2013
- Kikuo Takano il senso del cielo (a cura di Renato Minore) Passigli 2017

## Riconoscimenti
- 1976 Premio Flaiano[8] per la saggistica
- 1984 Premio Frontino- Montefeltro per la poesia con "Non ne so più di prima".
- 1984 Premio Arsita per la poesia
- 1984 Premio Buzzati per la poesia
- 1996 Premio Castiglioncello per la biografia
- 1996 Premio Capri per la narrativa
- 1986 Nella cinquina dello Strega con "Leopardi l'infanzia le città gli amori"
- 1990 Premio Guidarello per l'elzeviro
- 1990 Premio Città di Modena per la critica letteraria
- 1991 Premio Hemingway di narrativa;[9]
- 1991 Premio Selezione Campiello con Rimbaud;[10],
- 1991 Premio Sant'Angelo dei Lombardi per la saggistica
- 1992 Premio Cento per la narrativa infantile per "Lo specchio degli inganni"
- 1996 Premio Palmi per la narrativa, con Il dominio del cuore;[11]
- 2002 Premio Sandro Penna per la poesia con "Nella notte impenetrabile"
- 2012 Premio Estense per il giornalismo con La promessa della notte;[12]
- 2013 Premio "Argil" uomo europeo per il giornalismo culturale
- 2016 Ambasciatore d'Abruzzo nel Mondo, a cura della Presidenza del consiglio regionale Abruzzo[13]
- 2019 Premio Europa alla carriera
- 2019 Premio Viareggio per la poesia con O caro pensiero;[14]

## Onorificenze
- 2004 - Commendatore dell'Ordine al Merito della Repubblica Italiana